# 1959-es tibeti felkelés

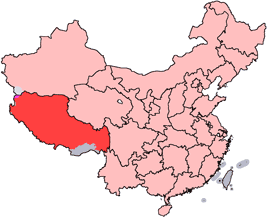
Tibet

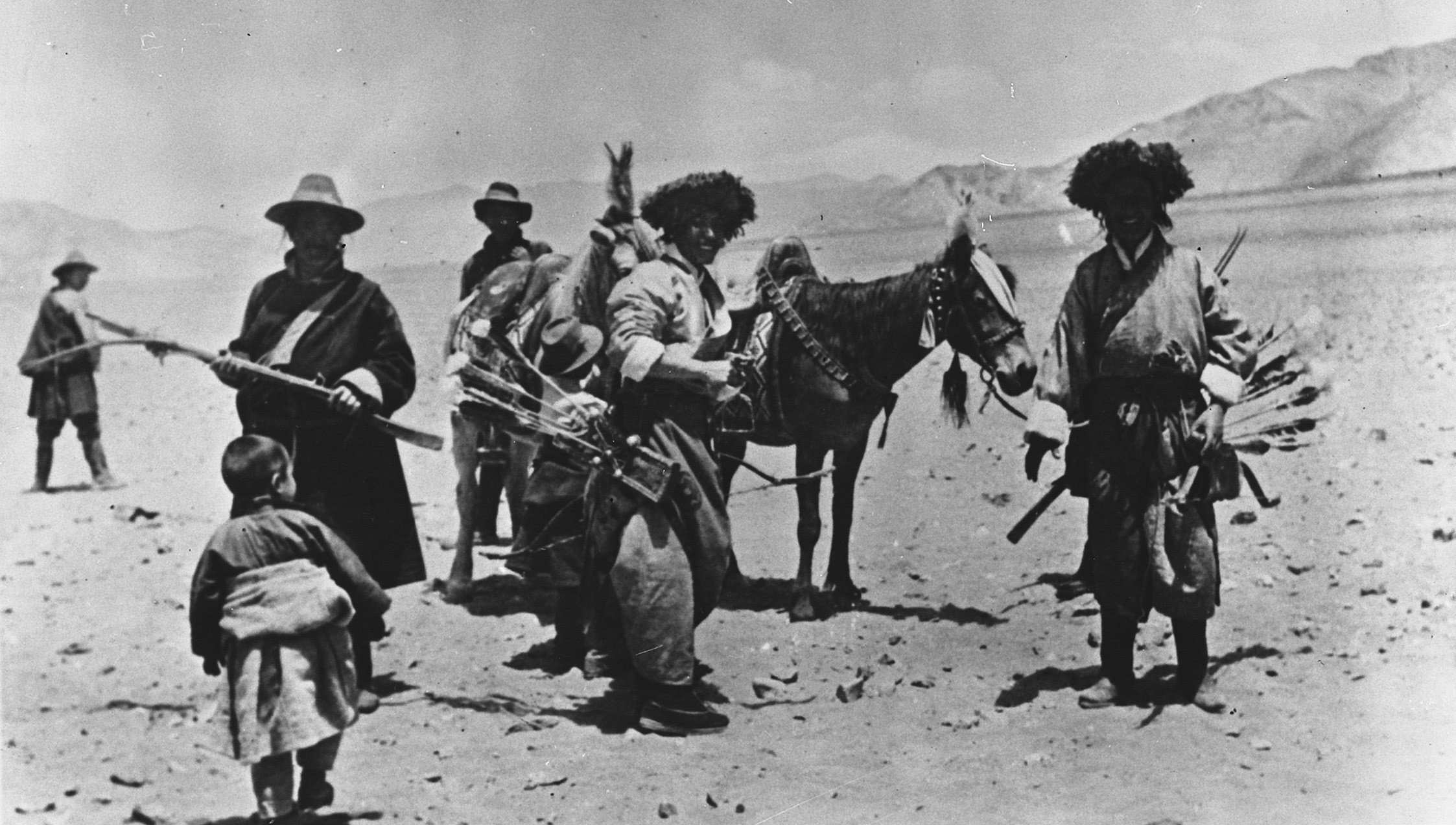
tibeti felkelők 1959

Az 1959-es tibeti felkelés 1959. március 10-én kezdődött, amikor lázadás tört ki Lhászában, Tibet fővárosában, amely a tizenhét pontos megállapodás 1951-es megkötése óta a Kínai Népköztársaság (KNK) tényleges ellenőrzése alatt állt. A kezdeti felkelés általános kínai-tibeti feszültségek és zavaros helyzet közepette zajlott, mivel a tibeti tüntetők attól tartottak, hogy a kínai kormány letartóztatja a 14. Dalai Lámát. A tiltakozásokat a Kína-ellenesség és a szeparatizmus is táplálta. A felkelés kezdetben többnyire békés tüntetésekből állt, de hamarosan összecsapások törtek ki, és a Kínai Népi Felszabadító Hadsereg (PLA) végül erőszakot alkalmazott a tiltakozások leverésére, a tiltakozók egy része fegyvert fogott. A felkelés utolsó szakaszában súlyos harcok folytak, nagy civil és katonai veszteségekkel. A 14. dalai láma elmenekült Lhászából, míg a várost 1959. március 23-án a kínai biztonsági erők teljesen visszafoglalták. Az 1959-es felkelés során több ezer tibetit öltek meg, de a halálos áldozatok pontos száma vitatott. Korábban, 1956-ban fegyveres konfliktus kezdődött a tibeti gerillák és a PLA között a szocialista reformnak alávetett Kham és Amdo régiókban. A gerillaháború később Tibet más területeire is átterjedt, és 1962-ig tartott. Egyesek az 1958-as Xunhua incidenst a tibeti felkelés előzményének tekintik.
A felkelés éves március 10-i évfordulóját a száműzetésben élő tibetiek a tibeti felkelés napjaként és a női felkelés napjaként tartják meg. 2009. január 19-én a KNK által ellenőrzött törvényhozás a Tibeti Autonóm Területen március 28-át választotta a jobbágyfelszabadítás nemzeti évfordulójának. A tibeti autonóm terület törvényhozása 2009. január 19-én március 28-át választotta a jobbágyfelszabadítás napjának. Warren W. Smith Jr. amerikai tibetológus a 2008. március 10-i tibeti zavargásokat követő "ellenpropaganda" ünneplésként írja le a lépést.

## Fegyveres ellenállás Khamban és Amdóban
1951-ben életbe lépett a tizenhét pontos megállapodás a Kínai Népköztársaság és a Dalai láma képviselői között. A szocialista reformok, mint például a földek újraelosztása, elmaradtak Tibetben. Kelet-Kham és Amdo (a kínai közigazgatási hierarchiában nyugati Szecsuán / Hszikan és Csinghaj tartományok) azonban a lhászai tibeti kormány közigazgatásán kívül esett, így inkább úgy kezelték őket, mint más kínai tartományokat, és a földek újraelosztását teljes mértékben végrehajtották. Az amdói khampák és nomádok hagyományosan a saját földjüket birtokolták. 1956 júniusában fegyveres ellenállás tört ki Amdóban és Kham keleti részén. 1956 júniusában a khampák és nomádok a saját földjükkel rendelkeztek.
A PLA invázió előtt megromlott a kapcsolat Lhásza és a khampa törzsfők között, bár a khampa mindvégig spirituálisan hű maradt a Dalai Lámához. E feszült kapcsolatok miatt a khampák valójában segítették a kínai kommunistákat a kezdeti invázióban, mielőtt a ma ismert gerilla ellenállássá váltak volna. Pandatsang Rapga, egy Kuomintang- és Kína-barát khampa forradalmi vezető felajánlott Chamdo kormányzójának, Ngabo Ngawang Jigmének néhány khampa harcost cserébe azért, hogy a tibeti kormány elismerje Kham függetlenségét. Ngabo visszautasította az ajánlatot. A tibeti hadsereg chamdói veresége után Rapga közvetíteni kezdett a KNK és a tibeti lázadók közötti tárgyalásokon.
Rapga és Topgay tárgyalásokat folytatott a kínaiakkal a Chamdo elleni támadásuk alatt. A khampák vagy átálltak a kínai PLA erőihez, vagy egyáltalán nem harcoltak. A PLA támadása sikeres volt.
1957-re Khamban káosz uralkodott. Az ellenállók támadásai és a Népi Felszabadító Hadsereg megtorlásai a khampa ellenálló csoportok, például a Csushi Gangdruk ellen egyre brutálisabbá váltak. Kham kolostorhálózatát a gerillaerők kezdték használni üzenetek továbbítására és a lázadók elrejtésére. A kínai kormány büntetőcsapásokat hajtott végre a tibeti falvak és kolostorok ellen. Tibeti száműzöttek állítják, hogy a kínai katonai parancsnokok a Potala-palota és a Dalai láma bombázásával fenyegetőztek, hogy megpróbálják megfélemlíteni a gerillaerőket, hogy behódoljanak.
Lhásza továbbra is tartotta magát a tizenhét pontos megállapodáshoz, és küldöttséget küldött Khamba, hogy leverje a lázadást. Miután beszéltek a lázadók vezetőivel, a küldöttség inkább csatlakozott a lázadáshoz. A khami vezetők kapcsolatba léptek a Központi Hírszerző Ügynökséggel (CIA), de a CIA Dwight D. Eisenhower elnök vezetésével ragaszkodott ahhoz, hogy Lhászától hivatalos kérés szükséges a lázadók támogatásához. Lhásza nem cselekedett. Végül a CIA elkezdte titokban támogatni a lázadást, anélkül, hogy Lhászától bármilyen értesítést kapott volna. Ekkorra a lázadás már Lhászára is átterjedt, amely megtelt Amdóból és Khamból érkező menekültekkel. Lhászában egyre nőtt az ellenállás a kínai jelenléttel szemben Tibetben.
1959 február közepén a KKP Központi Bizottságának Adminisztratív Hivatala a Hszinhua hírügynökség belső jelentését terjesztette a KKP felső vezetői számára készített helyzetjelentésben arról, hogy "a tibeti régióban a lázadások felgyorsultak és szinte teljes körű lázadássá fejlődtek".
Másnap a kínai vezető látta a PLA vezérkar műveleti osztályának jelentését, amely a tibetiek Szecsuánban, Jünnanban, Kanszuban és Csinghajban zajló lázadásait írta le. Ismét hangsúlyozta, hogy "az ilyen lázadások rendkívül kedvezőek számunkra, mert hasznunkra válnak, mivel segítenek csapataink kiképzésében, a nép képzésében, és elegendő okot szolgáltatnak a lázadás leverésére és átfogó reformok végrehajtására a jövőben".
A PLA hui katonákat használt, akik korábban Ma Bufang alatt szolgáltak, hogy leverjék a tibeti felkelést Amdóban. A hui lovasságot Dél-Khamban állomásoztatták. A helyzet egész Tibetben egyre feszültebbé vált, mivel egyre több tibeti kezdte támogatni a khampa felkelést, miközben a tibetiek körében elterjedt a kínaiellenes kommunista agitáció. A lhászai regionális kormány nem akarta sem támogatni a felkelést, sem nyilvánosan ellenezni azt. Elégedetlenül a Kínai Kommunista Párt nyomást gyakorolt a Dalai Láma kormányára, hogy csatlakozzon a lázadók elleni hadműveletekhez, és egyre világosabbá tette, hogy a lázadás terjedése "teljes elnyomáshoz" vezetne Tibetben. Ebben a bizonytalan helyzetben a Lhászában tartózkodó kínai tábornokokat visszahívták a kínai szárazföldre, a tapasztalatlan PLA parancsnokot, Tan Guanszen-t hagyva a vezetésben, éppen a Monlam imafesztivál időpontjának közeledtével. Ezt a fesztivált korábban a résztvevők arra használták fel, hogy Kína-ellenes érzelmeknek adjanak hangot.

## Lhászai felkelés
Tsering Shakya történész szerint a kínai kormány nyomást gyakorolt a Dalai Lámára, hogy vegyen részt az 1959 áprilisában tartott Országos Népi Kongresszuson, hogy helyreállítsa Kína megítélését az etnikai kisebbségekkel szemben a khampa lázadás után.1959. február 7-én, a tibeti naptárban jelentős napon a Dalai Láma részt vett egy vallási táncon, amely után a tibeti megbízott képviselő, Tan Guansan felajánlotta a Dalai Lámának, hogy a Norbulingkában megnézheti egy Lhászában honos tánccsoport előadását, amellyel a Dalai Láma lharampa geshe fokozatának megszerzését ünnepelte. A Dalai Láma emlékiratai szerint a meghívás Zhang Jingwu kínai tábornoktól érkezett, aki azt javasolta, hogy az előadást a kínai katonai főhadiszálláson tartsák; a Dalai Láma állítása szerint beleegyezett. Sam van Schaik tibetológus azonban azt állította, hogy a Dalai Láma volt az, aki azt javasolta, hogy a táncot a katonai főhadiszálláson tartsák, mivel a Norbulingka túl kicsi volt. A két fél még nem egyezett meg az időpontban, és úgy tűnt, hogy a Dalai Láma "kivette a fejéből" az eseményt, ehelyett a folyamatban lévő Geshe fokozathoz szükséges vizsgáira, valamint a Monlam imafesztiválra összpontosított.
Tanon és a Dalai Lámán kívül látszólag senkit sem tájékoztattak a tánc terveiről, így a tervezett előadás időpontja csak 5 vagy 3 nappal korábban vált véglegessé, amikor Tan emlékeztette a Dalai Lámát a táncra; ez utóbbi ekkor március 10-ét javasolta. A döntés látszólag szeszélyből született meg. Sem a Kashag, sem a Dalai Láma testőrei nem voltak tájékoztatva a Dalai Láma terveiről, amíg a kínai tisztviselők március 9-én, egy nappal az előadás előtt nem tájékoztatták őket, és ragaszkodtak ahhoz, hogy ők gondoskodjanak a Dalai Láma biztonságáról. A Dalai Láma emlékiratai szerint a kínaiak március 9-én közölték a fő testőrével, hogy azt akarják, hogy a Dalai Láma kirándulása a produkció megtekintésére teljes titokban történjen és fegyveres tibeti testőrök nélkül, ami mind furcsa kérésnek tűnt, és sok vita volt a Dalai Láma tanácsadói között. A Kashag néhány tagja megijedt és aggódott, hogy a Dalai Lámát elrabolhatják, emlékeztetve egy jóslatra, amely szerint a Dalai Lámának nem szabad elhagynia a palotáját.
Tsering Shakya történész szerint egyes tibeti kormánytisztviselők attól tartottak, hogy a Dalai Láma kínai elrablását tervezik, és ezt híresztelték Lhásza lakói között. Március 10-én több ezer tibeti vette körül a Dalai Láma palotáját, hogy megakadályozzák távozását vagy eltávolítását. A hatalmas tömeg arra a hírre gyűlt össze, hogy a kínaiak azt tervezték, hogy letartóztatják a Dalai Lámát, amikor az a PLA főhadiszállásán tartott kulturális előadásra ment. Ez jelentette a lhászai felkelés kezdetét, bár a kínai erők már az előző év decemberében összecsaptak a gerillákkal a városon kívül. A tüntetők nyilvánosan arra hivatkoztak, hogy a Dalai Láma ne vegyen részt a kínai tisztviselőkkel való találkozón, arra hivatkozva, hogy elrabolják. Bár a KKP tisztviselői ragaszkodtak ahhoz, hogy a lhászai reakciós felső réteg volt felelős a pletykáért, a pontos forrást nem lehetett azonosítani. Eleinte az erőszak a tibeti tisztviselők ellen irányult, akikről úgy vélték, hogy nem védték a Dalai Lámát, vagy nem voltak Kína-barátok; a kínaiak elleni támadások később kezdődtek. A tömeg egyik első áldozata egy magas rangú láma, Pagbalha Soinam Gyamco volt, aki a KNK-val dolgozott a Tibeti Autonóm Régió Előkészítő Bizottságának tagjaként, akit megöltek, és holttestét egy ló 2 kilométeren keresztül vonszolta a tömeg előtt. A tüntetők nyíltan Kína-ellenes jelszavakat is kezdtek használni, mint például "A kínaiaknak menniük kell, hagyják Tibetet a tibetieknek".
Ahogy a tüntetések és az erőszak terjedt, a Dalai Láma tájékoztatta a tüntetőket, hogy a palotában marad, ez azonban már nem volt elég a növekvő tömegnek. A tüntetők Tibet függetlenségét kezdték követelni, és sürgették a Dalai Láma kormányát, hogy nyilvánosan támogassa tetteiket. Lhásza utcáin barikádok emelkedtek, és a kínai és tibeti lázadó erők elkezdték megerősíteni állásaikat Lhászán belül és környékén, felkészülve a konfliktusra. A városon kívül a fegyveres lázadók támogatására petíciót fogadtak el, és segítségért folyamodtak az indiai konzulhoz. A kínai és tibeti csapatok a következő napokban tovább folytatták a pozícióba vonulást, a kínai tüzérségi lövegeket a Dalai Láma nyári palotájának, a Norbulingkának a hatótávolságán belülre telepítették.
Március 12-én nők ezrei gyűltek össze a lhászai Potala-palota előtt a Dri-bu-Yul-Khai Thang nevű földön. Ennek az erőszakmentes tüntetésnek a vezetője Pamo Kusang volt. Ez a tüntetés, amelyet ma a nők felkelésének napjaként ismernek, indította el a tibeti nők függetlenségi mozgalmát. Március 14-én ugyanezen a helyen több ezer nő gyűlt össze egy tüntetésre, amelyet Gurteng Kunsang, az arisztokrata Kundeling család tagja és hatgyermekes anya vezetett, akit később a kínaiak letartóztattak és kivégzőosztaggal kivégeztek.
Miután konzultáltak az állami orákulummal, és arra a következtetésre jutottak, hogy a helyzet túlságosan instabillá vált, a Dalai Láma és közeli bizalmasai úgy döntöttek, hogy elhagyják Lhászát. Március 15-én megkezdődtek az előkészületek a Dalai Láma evakuálására a városból, és tibeti csapatokat vetettek be a Lhászából való menekülési útvonal biztosítására. Március 17-én két tüzérségi lövedék landolt a Dalai Láma palotája közelében, ami kiváltotta a száműzetésbe való menekülését. A Dalai Láma a következő éjszaka titokban elhagyta a palotát, és családjával és néhány tisztviselővel együtt kisurrant Lhászából. A kínaiak nem őrizték erősen a Potalát, mivel nem tartották valószínűnek, hogy a Dalai Láma megpróbálna elmenekülni. Lhoka elérése után a Dalai Láma csatlakozott a kham lázadókhoz, akik elkezdték védelmezni őt, és amikor elérte az indiai határnál lévő Lhotse-t, kihirdette Tibet függetlenségének helyreállítását.
A Dalai Láma eltűnéséről szóló pletykák másnap gyorsan terjedni kezdtek, bár a legtöbben még mindig úgy vélték, hogy a palotában van. Eközben a helyzet a városban egyre feszültebbé vált, mivel a tüntetők számos gépfegyvert foglaltak el. Ekkor a tibeti hadsereg maradványai is csatlakoztak a tüntetőkhöz. Március 20-án a kínai hadsereg válaszul a Norbulingkát lőtte, hogy szétoszlassa a tömeget, és a következő éjszaka a csapatait egy barikádra helyezte, amely északi és déli részre osztotta a várost. A csata másnap korán kezdődött, és véresnek bizonyult. A harcok az utcákon a következő három napban is folytatódtak. Az utolsó tibeti ellenállás a Jokhangra összpontosult, ahol a khampa menekültek gépfegyvereket állítottak fel, miközben nagyszámú tibeti tisztelettel kerülgette a templomot. A PLA március 23-án kezdte meg a Jokhang megtámadását, és kemény, háromórás, mindkét oldalon sok áldozattal járó csata következett. A kínaiaknak végül egy tank segítségével sikerült áttörniük, mire a templomra kitűzték Kína zászlaját, véget vetve a felkelésnek. Lhásza utcáit állítólag holttestek borították, és legalább 4000 embert letartóztattak.
Két brit író, Stuart és Roma Gelder 1962-ben meglátogatta a Norbulingkában lévő Chensel Phodrang palotát, és "aprólékosan megőrzöttnek találta tartalmát".
A Nehru vezette indiai kormány aggodalmát fejezte ki a tibeti nép miatt, és elítélte Kínát, mint agresszív hatalmat a felkelésnek a PLA általi erőszakos leverése miatt.

## A Kínai Köztársaság részvétele

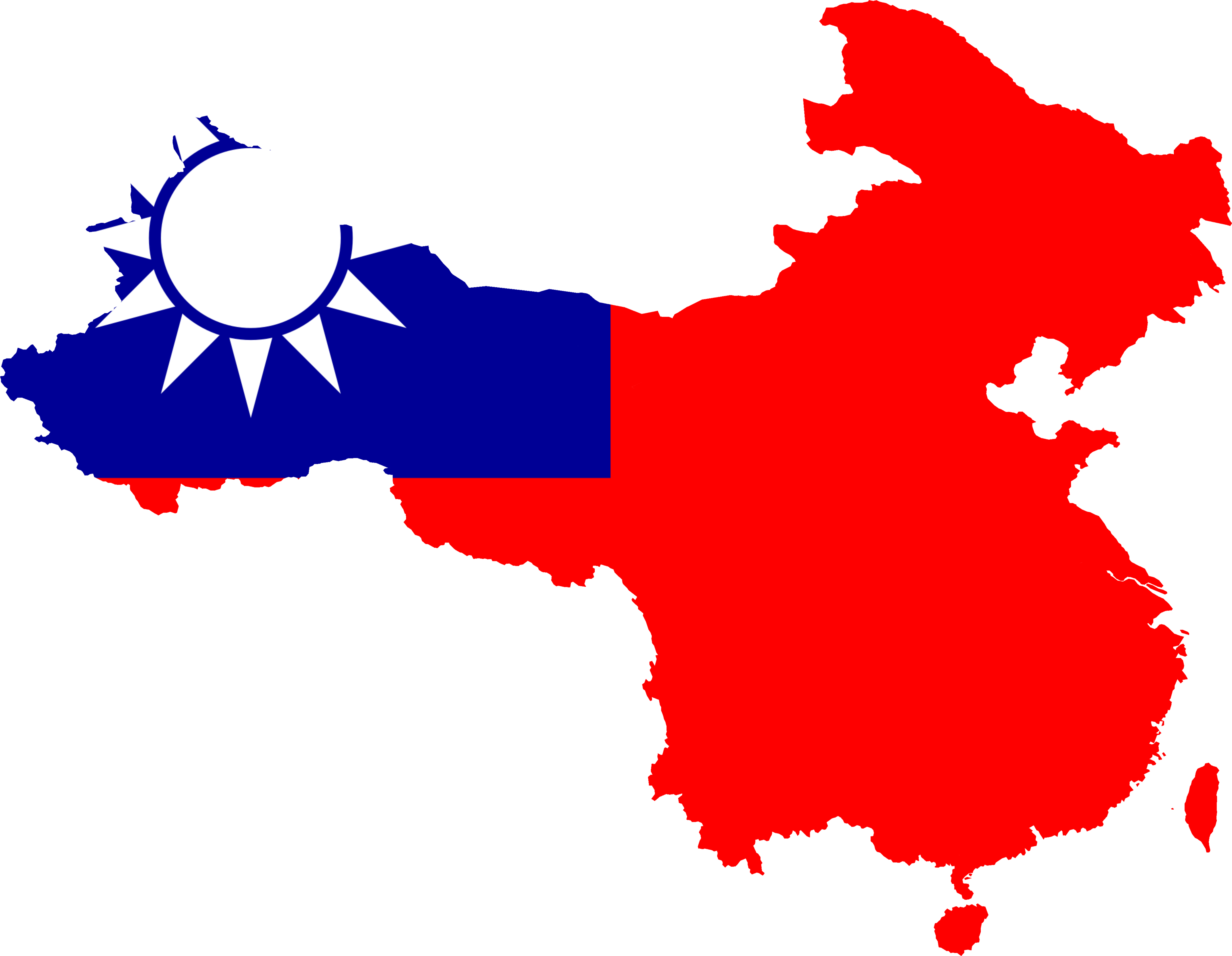
Kínai Köztársaság

A ROC-kormány nem értett egyet az amerikai kormánnyal abban, hogy Tibet független legyen-e, mivel a ROC Tibetet saját területének részeként követelte. Rapga beleegyezett egy olyan tervbe, amelyben a kommunisták elleni felkelés a feudalizmus elleni fellépést, földreformot, modern kormányt és a hatalom átadását a népnek tartalmazta volna.
A Kínai Köztársaság továbbra is területének szerves részeként tartotta számon Tibetet az alkotmányának megfelelően, ellentétben a Dalai Láma Központi Tibeti Adminisztrációjának követeléseivel, amely Tibet függetlenségét követelte.
Az 1959-es tibeti lázadás után Csang Kaj-sek "Levél a tibeti honfitársakhoz" (kínaiul: 告西藏同胞書; pinyin: Gào Xīzàng Tóngbāo Shū) című írásában bejelentette, hogy a Kínai Népköztársaság politikája az lesz, hogy segít a tibeti diaszpórának megdönteni a Kínai Népköztársaság uralmát Tibetben. A Mongol és Tibeti Ügyek Bizottsága titkos ügynököket küldött Indiába, hogy a tibeti száműzöttek körében Kuomintang-párti és antikommunista propagandát terjesszenek. 1971 és 1978 között az MTAC tibeti gyerekeket is toborzott Indiából és Nepálból, hogy Tajvanon tanuljanak, azzal a várakozással, hogy a szárazföldre visszatérő ROC-kormánynak fognak dolgozni. 1994-ben a tibeti gerillacsoport, a Csushi Gangdruk veteránszövetsége találkozott az MTAC-vel, és egyetértett a KMT Egy Kína elvével. Válaszul a Dalai Láma Központi Tibeti Adminisztrációja megtiltotta minden száműzött tibetinek, hogy kapcsolatba lépjen az MTAC-vel. A tajvani tibetiek, akik többnyire kham származásúak, támogatják a Kínai Köztársaság álláspontját, miszerint Tibet az ROC része, és ellenzik mind az Indiában élő tibeti száműzött közösséget, akik a Tibeti Száműzött Kormány (TGIE) alatt élnek, mind a szárazföldi Kína kommunistáit. A tajvani tibetieket a TGE álláspontjuk miatt árulóknak tartja.

## Áldozatok
Colin Mackerras kijelenti: "A TGIE különböző jelentésekben 85 000, 86 000 és 87 000 tibeti halálos áldozatról számol be a lázadás során, amit a gerillák által megszerzett titkos kínai dokumentumoknak" tulajdonítanak. A TGIE különböző jelentésekben 85 000, 86 000 és 87 000 tibeti halálos áldozatról számol be a lázadás során. Tom Grunfeld tibetológus szerint "egy ilyen állítás valóságtartalmát nehéz ellenőrizni." Warren W. Smith, a Radio Free Asia írója azt írja, hogy a "titkos dokumentumok" egy 1960-as PLA jelentésből származnak, amelyet 1966-ban foglaltak el a gerillák, a számokat először a TGIE tette közzé Indiában 1990-ben. Smith azt állítja, hogy a dokumentumok szerint 87 000 "ellenséget likvidáltak", de a "likvidált" alatt nem a "megölteket érti, ahogyan a TGIE teszi. Yan Hao demográfus nem talált utalást ilyen számadatra a közzétett beszédben, és a következő következtetést vonta le: "Ha ezek a TGIE-források nem vonakodnak attól, hogy kínai forrásokat hamisítsanak nyílt publikációkban, hogyan várhatják el, hogy az emberek higgyenek az úgynevezett kínai titkos belső dokumentumok és beszédek idézésének, amelyek soha nem állnak eredetiben a független kutatók rendelkezésére?".
A felkelésben mintegy 2000 PLA-katona halt meg.

## Utóhatások
Lhásza három nagy kolostora - Sera, Ganden és Drepung - súlyosan megsérült a bombázások következtében, a Sera és a Drepung szinte teljesen megrongálódott. A TGIE szerint a Dalai Láma testőrségének Lhászában maradt tagjait lefegyverezték és nyilvánosan kivégezték, valamint azokat a tibetieket, akikről kiderült, hogy fegyvereket rejtegetnek otthonukban. Több ezer tibeti szerzetest végeztek ki vagy tartóztattak le, a város környéki kolostorokat és templomokat pedig kifosztották vagy lerombolták.
A március 12-i Női felkelés tüntetés után az abban részt vevő nők közül sokakat bebörtönöztek, köztük a tüntetés vezetőjét, Pamo Kusangot is. "Néhányukat megkínozták, meghaltak a börtönben, vagy kivégezték őket." A Női Felkelés Napja néven ismert tüntetés indította el a tibeti nők függetlenségi mozgalmát.
A CIA tisztjét, Bruce Walkert, aki a CIA által kiképzett tibeti ügynökök műveleteit felügyelte, nyugtalanította az az ellenségesség, amelyet a tibetiek tanúsítottak ügynökei iránt: "a rádiócsapatok komoly ellenállásba ütköztek a Tibeten belüli lakosság részéről." A CIA 1957 és 1972 között képzett ki tibetieket az Egyesült Államokban, majd ejtőernyővel visszaeresztette őket Tibetbe, hogy lázadásokat szervezzenek a PLA ellen. Az egyik incidens során az egyik ügynököt azonnal feljelentette a saját testvére, és a csapat mindhárom ügynökét letartóztatták. Nem bántak velük rosszul. Kevesebb mint egy hónapnyi propagandamunka után az indiai határra kísérték őket, és szabadon engedték.
1959 áprilisában a 19 éves Pancsen Láma, Tibet második számú spirituális vezetője, aki Shigatsében tartózkodott, arra szólította fel a tibetieket, hogy támogassák a kínai kormányt. 1962 májusában azonban egy tibeti körút után írt egy dokumentumot, amely a 70.000 karakteres petíció néven ismert. A dokumentumot Csou En-lajnak címezte, és ebben bírálta a Tibetben elkövetett kínai visszaéléseket. Nem sokkal később találkozott Zhou-val, hogy megbeszélést folytasson a dokumentumról. A felvázolt petíció a tibeti nép brutális elnyomásával foglalkozott a PLA tibeti inváziója alatt és után, valamint a tibeti nép szenvedéseivel A Nagy Ugrás előrefelé alatt. Ebben a dokumentumban bírálta azt az elnyomást, amelyet a kínai hatóságok az 1959-es tibeti felkelés megtorlásaként folytattak. 1962 októberében azonban a lakossággal foglalkozó KNK-hatóságok bírálták a petíciót. Mao elnök a petíciót a reakciós feudális főurak által a pártra lőtt mérgezett nyílvesszőnek nevezte. 1967-ben a Pancsen Lámát hivatalosan letartóztatták és 1977-es szabadulásáig bebörtönözték.
1959 júniusában Palden Gyatso buddhista szerzetest letartóztatták, mert a márciusi felkelés idején a kínai tisztviselők tüntetett. A következő 33 évet kínai börtönökben és laogai vagy "munka általi reform" táborokban töltötte, ami a leghosszabb büntetés volt minden tibeti politikai fogoly közül. "Kénytelen volt részt venni barbár átnevelési órákon, és különböző módszerekkel kínozták, többek között szögekkel megrakott bunkóval verték, elektromos szondával sokkolták, ami sebeket ejtett a nyelvén és kihullott a foga, megkorbácsolták, miközben egy vaszántát kellett húzni, és éheztették, ami visszafordíthatatlan fizikai károsodáshoz vezetett. 1992-ben szabadult, majd az indiai Dharamszalába, a TGIE otthonába szökött, és a tibeti függetlenség ügyének nemzetközileg elismert aktivistája lett.
A kínai hatóságok a felkelést a tibeti elit lázadásaként értelmezték a tibeti jobbágyok életét javító kommunista reformok ellen. A tibeti és harmadik féltől származó források viszont általában az idegen kínai jelenlét elleni népfelkelésként értelmezték. Tsering Shakya történész szerint ez egy népfelkelés volt mind a kínaiak, mind a lhászai kormány ellen, amelyről úgy vélték, hogy nem tudta megvédeni a Dalai Láma tekintélyét és biztonságát a kínaiakkal szemben.